# 圣詹姆斯 (明尼苏达州)
聖詹姆斯（英語：St. James）是一個位於美國明尼蘇達州沃通旺縣的都市。根據2010年美國人口普查，該地共人口4,605人，而該地的面積約為6.29平方千米。同時該地也是沃通旺縣的縣治。

## 地理
聖詹姆斯的座標為43°58′56″N 94°37′41″W / 43.98222°N 94.62806°W，而該地的平均海拔高度為329米（即1079英尺）。